# Decatur (Tennessee)
Decatur es un pueblo ubicado en el condado de Meigs en el estado estadounidense de Tennessee. En el Censo de 2010 tenía una población de 1.598 habitantes y una densidad poblacional de 205,39 personas por km².

## Geografía
Decatur se encuentra ubicado en las coordenadas 35°31′58″N 84°47′26″O / 35.53278, -84.79056. Según la Oficina del Censo de los Estados Unidos, Decatur tiene una superficie total de 7.78 km², de la cual 7.78 km² corresponden a tierra firme y (0%) 0 km² es agua.

## Demografía
Según el censo de 2010, había 1.598 personas residiendo en Decatur. La densidad de población era de 205,39 hab./km². De los 1.598 habitantes, Decatur estaba compuesto por el 97.87% blancos, el 0.56% eran afroamericanos, el 0.81% eran amerindios, el 0.13% eran asiáticos, el 0% eran isleños del Pacífico, el 0.13% eran de otras razas y el 0.5% pertenecían a dos o más razas. Del total de la población el 1% eran hispanos o latinos de cualquier raza.